# 岡垣バイパス
岡垣バイパス（おかがきバイパス）は、福岡県遠賀郡岡垣町から同県宗像市に至る、延長約5.3 km（キロメートル）の国道3号バイパスである。

## 概要
- 起点：福岡県遠賀郡岡垣町山田（岡垣バイパス東交差点）
- 終点：福岡県宗像市武丸（宗像バイパス起点、福岡方面のみ接続のハーフインターチェンジ）
- 延長：5.3 km
- 規格：第3種第1級
- 設計速度：80 km/h
- 道路幅員：24.5 m  - 37.5 m
- 車線幅員：3.5 m
- 車線数：4車線

岡垣町東部、遠賀町との町境にある岡垣バイパス東交差点を起点とし、海老津駅前の岡垣町中心部を通る旧国道3号より北側を通る（旧道は現在、国道指定解除されている）。山田ランプの西で野間高架橋となり、福岡県道288号原海老津線をオーバークロスすると山間部に入り、岡垣トンネル - 上畑高架橋 - 城山トンネルを抜ける。城山トンネルの先、岡垣町と宗像市との境界部で旧道と合流し終点となる。終点側で宗像バイパスと接続する。なお途中区間では他の一般道路と直接交差はしておらず、岡垣町中心部へは町道となっている側道へ下りる必要がある。
開通後長らく暫定2車線であったが、2002年度（平成14年度）より拡幅事業が進められ、北九州市寄りの一部区間が2005年（平成17年）に4車線化されたものの、2011年度に事業が休止された。当該区間は、2011年度に筑紫野バイパスが4車線化されて以降、国道3号の福岡県北九州市門司区片上町から佐賀県鳥栖市の国道34号分岐までの区間で、唯一の暫定2車線区間だった。
2018年度（平成30年度）から、残る宗像市寄りの区間についても4車線化事業が再開され、2024年（令和6年）2月3日に開通。これにより同日、山田ランプ（福岡方面）と野間ランプ（北九州方面）の2つのランプが供用開始された。
起点から宗像側に進んだ下り線沿いに、岡垣簡易パーキングが設置されており、トイレと自動販売機が設置されている。

## 交差する道路
- 福岡県道287号岡垣宗像線（現道とは立体交差しており直接は繋がっていない。岡垣バイパスに接続する山田バイパスが整備中。）
- 福岡県道288号原海老津線（現道および整備中の高倉バイパス）

## 沿革
- 1974年（昭和49年）12月28日：都市計画決定[3][2]
- 1976年度（昭和51年度）：事業化[3]
- 1977年度（昭和52年度）：用地買収に着手[2]
- 1978年（昭和53年）：着工[3]
- 1989年（平成元年）4月4日：岡垣町野間 - 宗像市武丸間延長3.32 kmが暫定2車線で開通[8]
- 1990年（平成2年) 7月：全線暫定2車線供用[3]
- 1991年度（平成3年度）：事業休止[3]
- 2002年度（平成14年度）：4車線化事業着手[3]
- 2005年（平成17年）3月30日：東交差点 - 山田ランプ間延長1.3 kmの4車線化供用[3][9]
- 2011年度（平成23年度）：4車線化事業休止[3]
- 2018年度（平成30年度）：4車線化事業再開[3]
- 2022年（令和4年）7月27日：岡垣バイパス東交差点改良[10]
- 2023年（令和5年）10月3日：6時に岡垣町山田 - 宗像市武丸間の上り線を、新設されるトンネルおよび高架橋に移設、対面通行区間の解消（片側1車線）[11]
- 2024年（令和6年）2月3日：山田ランプ - 宗像市武丸間延長4.0 kmの4車線化供用開始し全線完成4車線供用開始、併せて山田ランプ（福岡方面）及び野間ランプ（北九州方面）の供用開始[4]。

## 車線・最高速度
| 区間                              | 車線 上下線=上り線+下り線 | 最高速度 |
| --------------------------------- | ------------------------- | -------- |
| 岡垣バイパス東交差点 - 宗像市武丸 | 4=2+2                     | 60 km/h  |